# Кумар, Варун
Варун Кумар (англ. Varun Kumar; род. 25 июля 1995)  — индийский хоккеист на траве, игрок сборной Индии и хоккейного клуба ХК Пенджаб Уорриорз, выступающий на позиции защитника.

## Спортивная биография

### Клубная карьера
Варун Кумар начал заниматься в хоккеем на траве когда учился в школе. Он выступал за молодёжный клуб из штата Пенджаб в юниорском чемпионате Индии. В 2014 году он дебютировал в команде Пенджаб Уорриорз. Первый свой матч за ХК Пенджаб Уорриорз, Варун Кумар сыграл 26 января 2014 года, в матче против Mumbai Magicians. Всего, в чемпионате сезона 2014 Варун Кумар сыграл 9 матчей. Пенджаб Уорриорз добрался до финала чемпионата, уступив в финале Дели Уейврайдерс по пенальти. Первый гол в чемпионате Индии Варун Кумар забил в сезоне 2015, 26 января 2015 года в матче против ХК Уттар-Прадеш Визардс. Всего в сезоне 2015, чемпионата Индии, Варун Кумар сыграл 7 матчей и забил 1 гол. В сезоне 2016 года, чемпионата Индии, Пенджаб Уорриорз выиграл чемпионат, в составе клуба Варун Кумар сыграл 10 матчей и забил 1 гол.

### Международная карьера
С 2017 года Варун Кумар выступает за сборную Индии.

## Клубы
- 2014—н. в. — : ХК Пенджаб Уорриорз

## Награды
- Чемпион кубка Азии: 2017

## Статистика
- Сезон 2014: ХК Пенджаб Уорриорз. Сыграл 9 матчей.
- Сезон 2015: ХК Пенджаб Уорриорз. Сыграл 7 матчей, забил 1 голов.
- Сезон 2016: ХК Пенджаб Уорриорз. Сыграл 10 матчей, забил 1 голов.
- Сезон 2017: ХК Пенджаб Уорриорз. Сыграл 10 матчей.